# Вест-В'ю (Пенсільванія)
Вест-В'ю (англ. West View) — місто (англ. borough) в США, в окрузі Аллегені штату Пенсільванія. Населення — 6685 осіб (2020).

## Географія
Вест-В'ю розташований за координатами 40°31′5″ пн. ш. 80°2′0″ зх. д. / 40.51806° пн. ш. 80.03333° зх. д. (40.518151, -80.033296).  За даними Бюро перепису населення США в 2010 році місто мало площу 2,62 км², уся площа — суходіл.

### Клімат
| Клімат : Вест-В'ю                                       | Клімат : Вест-В'ю | Клімат : Вест-В'ю | Клімат : Вест-В'ю | Клімат : Вест-В'ю | Клімат : Вест-В'ю | Клімат : Вест-В'ю | Клімат : Вест-В'ю | Клімат : Вест-В'ю | Клімат : Вест-В'ю | Клімат : Вест-В'ю | Клімат : Вест-В'ю | Клімат : Вест-В'ю | Клімат : Вест-В'ю |
| Показник                                                | Січ.              | Лют.              | Бер.              | Квіт.             | Трав.             | Черв.             | Лип.              | Серп.             | Вер.              | Жовт.             | Лист.             | Груд.             | Рік               |
| Середній максимум, °C                                   | 2,2               | 3,9               | 10,0              | 16,1              | 21,7              | 26,1              | 28,3              | 27,2              | 23,9              | 17,2              | 10,6              | 4,4               | 16,2              |
| Середній мінімум, °C                                    | −8,3              | −7,2              | −2,8              | 2,2               | 7,8               | 12,8              | 15,0              | 14,4              | 10,6              | 4,4               | 0,0               | −2,2              | 3,8               |
| Норма опадів, мм                                        | 63                | 63                | 75                | 79                | 95                | 88                | 102               | 81                | 87                | 56                | 74                | 70                | 932               |
| ------------------------------------------------------- | ----------------- | ----------------- | ----------------- | ----------------- | ----------------- | ----------------- | ----------------- | ----------------- | ----------------- | ----------------- | ----------------- | ----------------- | ----------------- |
| Джерело: http://www.idcide.com/weather/pa/west-view.htm |                   |                   |                   |                   |                   |                   |                   |                   |                   |                   |                   |                   |                   |

## Демографія
Згідно з переписом 2010 року, у селищі мешкала 6771 особа в 3010 домогосподарствах у складі 1761 родини. Густота населення становила 2589 осіб/км².  Було 3173 помешкання (1213/км²).
Расовий склад населення:
| - 96,0 % — білих - 1,7 % — чорних або афроамериканців - 0,5 % — азіатів |

До двох чи більше рас належало 1,6 %. Частка іспаномовних становила 1,0 % від усіх жителів.
За віковим діапазоном населення розподілялося таким чином: 21,6 % — особи молодші 18 років, 64,6 % — особи у віці 18—64 років, 13,8 % — особи у віці 65 років та старші. Медіана віку мешканця становила 38,9 року. На 100 осіб жіночої статі у селищі припадало 90,8 чоловіків;  на 100 жінок у віці від 18 років та старших — 87,8 чоловіків також старших 18 років.
Середній дохід на одне домашнє господарство  становив 69 816 доларів США (медіана — 57 150), а середній дохід на одну сім'ю — 88 255 доларів (медіана — 78 674). Медіана доходів становила 46 618 доларів для чоловіків та 37 524 долари для жінок. За межею бідності перебувало 7,6 % осіб, у тому числі 6,7 % дітей у віці до 18 років та 10,9 % осіб у віці 65 років та старших.
Цивільне працевлаштоване населення становило 4071 особа. Основні галузі зайнятості: освіта, охорона здоров'я та соціальна допомога — 24,9 %, роздрібна торгівля — 10,6 %, мистецтво, розваги та відпочинок — 9,5 %, транспорт — 8,9 %.